# Варава, Борис Семёнович
Борис Семёнович Варава (июль 1925, Пархомовка, Харьковский округ — 29 января 1945, Польша) — сержант Рабоче-крестьянской Красной армии, участник Великой Отечественной войны, Герой Советского Союза (1945).

## Биография
Родился в июле 1925 года в селе Пархомовка Краснокутского района Харьковской области Украинской ССР в рабочей семье.
В детстве вместе с семьёй переехал в посёлок Литин Винницкой области. Окончил неполную среднюю школу, после чего работал трактористом в колхозе. В марте 1944 года Варава был призван на службу в Рабоче-крестьянскую Красную армию. С апреля того же года — на фронтах Великой Отечественной войны. Принимал участие в освобождении правобережной Украины и Польши, за бои под Луцком был награждён орденом Славы 3-й степени. К январю 1945 года сержант Борис Варава командовал орудием 156-го отдельного истребительно-противотанкового дивизиона 112-й стрелковой дивизии 13-й армии 1-го Украинского фронта. Отличился во время Висло-Одерской операции.
26 января 1945 года Варава, действуя в составе передового батальона, несмотря на массированные авианалёты, переправил своё орудие и боеприпасы на западный берег Одера. 26—28 января 1945 года он принимал участие в боях за удержание и расширение плацдарма, поддерживая артиллерийским огнём наступление пехоты.
Во время боёв за населённые пункты Дебон, Ламерсдорф, Бельвизе его расчёт уничтожил 5 пулемётов, орудие и около 60 вражеских солдат и офицеров. 29 января в районе Редлиц батарея была контратакована большим количеством немецких пехотинцев при поддержке 19 танков. Варава лично встал к орудию, к которому двигались семь танков «Пантера», подпустил их поближе и первыми же тремя выстрелами подбил два из них, заставив повернуть в сторону остальные. Расчёт продолжил вести огонь по пехоте врага. Когда в бой немецкими войсками были введены тяжёлые самоходные орудия, орудие Варавы было уничтожено, после чего он продолжил вести огонь по противнику из пулемёта. В этом бою он погиб. Был похоронен в селе Бельвизе (ныне село Велёвесь, гмина Сьцинава, Любинский повят, Нижнесилезское воеводство, Польша), в последующем, с наибольшей долей вероятности, перезахоронен на воинском кладбище в городе Гура.

## Награды
Указом Президиума Верховного Совета СССР от 10 апреля 1945 года за «мужество, отвагу и героизм, проявленные в борьбе с немецкими захватчиками» сержант Борис Варава посмертно был удостоен высокого звания Героя Советского Союза. Также был награждён орденом Ленина.